# Карнавал на Путиняно
Карнавалът на Путиняно (на италиански: Carnevale di Putignano) е градски празник, който се провежда ежегодно в община Путиняно, Пулия, Италия. 
През 2024 г. той достига своето 630-то издание. От 2006 г. има и лятно издание. Характерната маска на събитието се нарича Фаринела и дължи името си на едноименното местно ястие.

## Произход
Традицията гласи, че карнавалът в Путиняно е роден през 1394 г., когато набезите на сарацините по бреговете на Пулия принуждават мощите на първомъченика Св. Стефан от Монополи да бъдат преместени към вътрешността на страната, за да могат да ги защитават по-лесно. Путиняно е избрано като дестинация за пренасянето: при пристигането на мощите фермерите, в този момент заети с присаждането на лозата (все още днес една от типичните земеделски дейности в района), напускат нивите и радостно следват процесията и след религиозната церемония се отдават на танци и песни. След това някои от тях рецитират импровизирани вицове, стихове и сатири на диалект. Според историците Пропаджини (Propaggini) са родени по това време, които са все още сърцето на местната карнавална традиция и днес. Според теорията на някои учени раждането на карнавала датира от последните векове пр. н. е. и годината 1394 представлява моментът на преход от езически фестивал, първоначално в чест на Дионис, към християнски празник. 
Едва с фашистката епоха селският карнавал с се трансформира в по-изтънчен буржоазен и градски карнавал: така се ражда парадът на алегоричните коли – комуникационен модел, скъп за фашистката култура. Занаятчийството на града действа като основа за тази трансформация на традицията и прави своите дърводелски умения достъпни за забавлението на карнавала. Твърди се, че първата кола е направена с помощта на мрежа за кокошарник като негова „душа“.

## Карнавал

### Четвъртъците на карнавала
Четвъртъците – празненства par excellence на карнавала в Путиняно, отбелязват редуването на събитието. Официално карнавалният период започва на 26 декември, деня на Пропаджини, но от 17 януари, с празника на свети Антоний Велики, карнавалът е в разгара си. От тази дата и до последния парад от алегорични коли се провеждат „четвъртъците“ на карнавала. Традицията повелява тези събития да са посветени на различни категории хора. Всеки четвъртък всъщност има за цел да превърне определена социална прослойка в главен герой, със смесена нотка на сатира и чисто забавление. Когато календарът го позволява, първият четвъртък е този на монсеньорите, следван в неизменен ред от този на свещениците, монахините, вдовиците, лудите, омъжените жени и рогоносците. Последният, по-специално, се характеризира с неизбежния и игрив ритуал на рязането на рогата – събитие, обгрижвано във всеки детайл (от повикването, през литургията, до сутрешния корнеум до вечерното рязане) от Академията на рогата. 
Поредица от събития, четвъртъците на карнавала, които преплитат свещеното и светското и ни връщат назад във времето. В миналото всъщност точно тези дни представляват възможност за импровизация на балове с маски и банкети в "jos'r" – типични места (изби и мазета) в историческия център. Днес тази традиция е възродена и обогатена с фестивали, представления, музика и забавления.
От 2012 г. Академията на рогата присъжда отличието „Голям рогоносец на годината“ на хора, отличили се в своя професионален или социален сектор със своята компетентност и проактивност. Изборът, в допълнение към местни личности, в някои години пада върху италиански политически или развлекателни фигури, включително:
- Паоло Роси, 2014 г., футболист
- Микеле Плачидо, 2016 г., актьор
- Виторио Згарби, 2018 г., изкуствовед и телевизионно лице
- Антонио Декаро, 2019 г., политик
- Учо Де Санктис, 2020 г., кабаретен актьор и комик
- Лучана Литицето, 2021 г., комедийна актриса и тв водеща

### Алегорични коли от папиемаше
Три недели преди Пепеляна сряда се организира първият от четирите парада на алегорични коли от папиемаше, представящи света на политиката, културата или обществото. Очарованието на алегоричните коли и традиционните маски на карнавала в Путиняно се основава на оригиналността, финеса, деликатността на покритията от папиемаше, богати на специфични характеристики, създадени с процес, който „школата на Путиняно“ е изковала с времето и е запазил ревниво предавайки техниката от поколения. Обработката на папиемаше е една от незаменимите финални стъпки в дългата и разнообразна художествена работа. Производственият процес е артистично и традиционно чудо, което се постига чрез изкусно моделиране и формоване на слоевете хартия за вестници, омекотени от обичайното лепило за брашно. Първата фаза е тази на творчеството, което е от съществено значение за дефинирането на обекта, който трябва да бъде построен, и детайлите на продукта, който трябва да бъде създаден.
Първо се създава глинена форма, която след това придава форма и детайли на крайния продукт. След като се приключва, се преминава към гипсовата отливка, която, подобно на негатив, съдържа папиемашето, депозирано, за да придаде външния вид на скулптурата. В този момент горещото гипсово лепило се излива върху глината, така че да обгърне цялата конструкция, за да придобие желаната форма до най-малките нюанси. Охладеният гипс му позволява да се отдели от глината и тогава може да се започне с папиемашето. Поради своята лекота и порьозност вестникарската хартия се използва за конструиране, като се накисва в специално лепило от вода и брашно. Настъргана на дебели ленти, тя се прилепва към отливката, предварително намазана с олио, което ще позволи на папиемашето да не залепва за измазаните части и при изсъхване ще улесни отделянето му. В този момент артефактът от папиемаше, който е приел външния вид на примитивния глинен модел, е покрит с "циментова хартия", за да му се придаде повече устойчивост, устойчивост и водоустойчивост и след това е боядисан с водоразтворими бои. Благодарение на лекотата на материалите са създадени по-големи коли с движения, извършвани чрез лостове, движени от мъже.
По-късно се използват електромеханични движения, които правят движението почти автономно и по-зрелищно. През последните години технологичните иновации позволяват прехода към електронни движения чрез използването на компютри, които ръководят редуването на движенията. Конструкцията на колите на карнавала е от желязо, чиято подготовка отнема от 3 до 4 месеца.
Сред десетките майстори на папиемаше, донесли престиж на карнавала, е майсторът на папиемаше Армандо Генко. 
От изданието през 2013 г. Фондацията на карнавала кара занаятчии, майстори производители на папиемаше да създадат алегорични коли с обща тема, в този случай филмите на Федерико Фелини . В изданието за 2014 г. фондацията, плод на опита от предходната година, решава да определи като обща тема за всички представления музиката на Джузепе Верди . След това настройката на темата за парадите е препотвърдена за следващите години: Седемте смъртни гряха (2015), Разнообразие (2016), Чудовища (2017), Герои (2018), Сатира и Либера (2019) и Земята, видяна от Карнавала (2020)

### Камбана на макароните
Това е много древен обред, присъстващ и в други центрове в Южна Италия, който остава на мода до средата на XIX век и след това внезапно е прекъснат. В древни времена, вечерта на Дебел вторник, един час преди полунощ, камбаната на Църквата-майка започва бавно да отбива 365 камбани (по един за всеки ден от годината), за да напомни на жителите на Путиняно, че времето на празненства и ексцесии свърши и периодът на покаяние е на път да започне. Едва през 1997 г. тази традиция се връща към живота, превърната в уличен фестивал, благодарение на проучванията на проф. Пиетро Систо и ангажираността на Културната асоциация „Дзидзания“. На площад „Плебишито“, под църковния двор на църквата-майка, е поставена камбана от папиемаше и благодарение на усилвателна система могат да се слушат 365 камбани, записани на запис. Макарони с доматен сос и наденица се ядат и танцуват през 60-те минути преди полунощ, когато двама „служители” поръсват главите на присъстващите с щипка пепел, символизирайки началото на Великите пости.

### Фаринела
Фаринела (на диалект от Бари: Farenèdde ) е типичната апулийска маска на карнавала в Путиняно. Сегашната версия го представя като шегаджия, с костюм, съставен от разноцветни кръпки и шапка с три ъгъла (колкото вратовете, върху които е построен Путиняно), всяка от които има дрънкалка. Трябва да се отбележи, че в миналото външният вид е бил различен: дрехата всъщност е била съставена от цветовете на града, червено и синьо; шапката е била триъгълна, за да запомни трите хълма, на които е построен градът; тя е била представена в акта на разделяне на куче и котка, в памет на разногласията, присъстващи сред населението. Тази маска носи името си от фаринела – традиционно местно ястие. Освен че е типичната маска на карнавала в Путиняно, Фаринела е и заглавието на инструментална музика, която е основно виртуозна и весела по природа, типична за карнавалния период. Това произведение е написано и посветено от акордеониста на Путиняно маестро Бенедето Пиполи на едноименната карнавална маска.